# Đơn vị đầu ngón tay
Trong y học, một đơn vị đầu ngón tay (FTU) là lượng thuốc mỡ, kem hay dạng bán rắn khác lấy ra từ týp thuốc có đường kính miệng 5mm tính từ nếp gấp của đốt xa đến đầu ngón tay của một người lớn.  Nếp gấp da đốt ngón xa là rãnh da nhăn trên khớp gần đầu ngón tay nhất. Một FTU là đủ bôi một vùng  da bằnghai lần kích thước bàn tay một người lớn cộng với cả ngón tay. Hai FTUs tương đương với  khoảng 1g steroid bôi tại chỗ.
Một bàn tay là 0.8% (xấp xỉ 1%) diện tích toàn cơ thể, và một FTU bao phủ khoảng 2 bàn tay. Do 2 FTUs tương đương với 1g thuốc bôi,  nên có luật bàn tay: "4 bàn tay = 2 FTU = 1g".
Trong các nghiên cứu ban đầu ở UK, một FTU tương đương 0.49 g ở nam và 0.43 g ở phụ nữ. Khu vực bao phủ bởi một FTU là 312 cm2 ở nam và 257 cm2 ở nữ. Kết quả tương tự đã được tìm thấy trong một nghiên cứu ở Mexico. Trọng lượng của một FTU đã được tính toán lại ở Nhật Bản, khi dùng 5g ống thuốc mỡ với miệng nhỏ hơn.  Trọng lượng của thuốc ít hơn nếu các miệng ống có đường kính nhỏ hơn 5mm.
Với thuốc dạng bọt, trọng lượng của 1 FTU khoảng 52.5 μg.

## Ứng dụng lâm sàng
Đơn vị FTU đặc biệt hữu ích trong hướng dẫn bệnh nhân lượng kem steroid họ nên bôi để giảm thiểu tối đa tác dụng không mong muốn của thuốc. Đơn vị FTU cũng có thể được sử dụng cho trẻ em.
Khái niệm đơn vị FTU là một phần trọng tâm trong công tác giáo dục cho cha mẹ trẻ mắc viêm da cơ địa.
Việc sử dụng FTU giúp làm giảm sự thay đổi liều dùng steroid bôi tại chỗ . FTU còn có thể được sử dụng trong bôi kem chống nắng.